# 1,3-Dichloropropène
Le 1,3-dichloropropène est un nématicide de formule brute C3H4Cl2. C'est un dérivé chloré toxique du propène qui existe sous forme de deux stéréoisomères (Z et E).

## Réglementation
Sur le plan de la réglementation des produits phytopharmaceutiques :
- pour l’Union européenne : cette substance active est interdite par la décision 2007/619/CE à la suite de l'examen relatif à l'inscription à l’annexe I de la directive 91/414/CEE.
- pour la France : cette substance active n'est pas autorisée dans la composition de préparations bénéficiant d’une autorisation de mise sur le marché.
- Quatre pays du Sud de l’Europe (Espagne, Portugal, Italie et la Grèce) ont accordé des dérogations sur la période 2019-2022[9].

## Caractéristiques physico-chimiques
Les caractéristiques physico-chimiques dont l'ordre de grandeur est indiqué ci-après, influencent les risques de transfert de cette substance active vers les eaux, et le risque de pollution des eaux :
- Hydrolyse à pH 7 : instable,
- Solubilité : 2 000 mg·L-1,
- Coefficient de partage carbone organique-eau : 32 cm3·g-1. Ce paramètre, noté Koc, représente le potentiel de rétention de cette substance active sur la matière organique du sol. La mobilité de la matière active est réduite par son absorption sur les particules du sol.
- Durée de demi-vie : 10 jours. Ce paramètre, noté DT50, représente le potentiel de dégradation de cette substance active, et sa vitesse de dégradation dans le sol.

## Écotoxicologie
Sur le plan de l’écotoxicologie, les concentrations létales 50 (CL50) dont l'ordre de grandeur est indiqué ci-après, sont observées :
- CL50 sur poissons : 1,4 mg·L-1,
- CL50 sur daphnies : 0,09 mg·L-1,
- CL50 sur algues : 1 mg·L-1.